# Râpaș, Hunedoara
Râpaș este un sat în comuna Turdaș din județul Hunedoara, Transilvania, România.

## Imagini

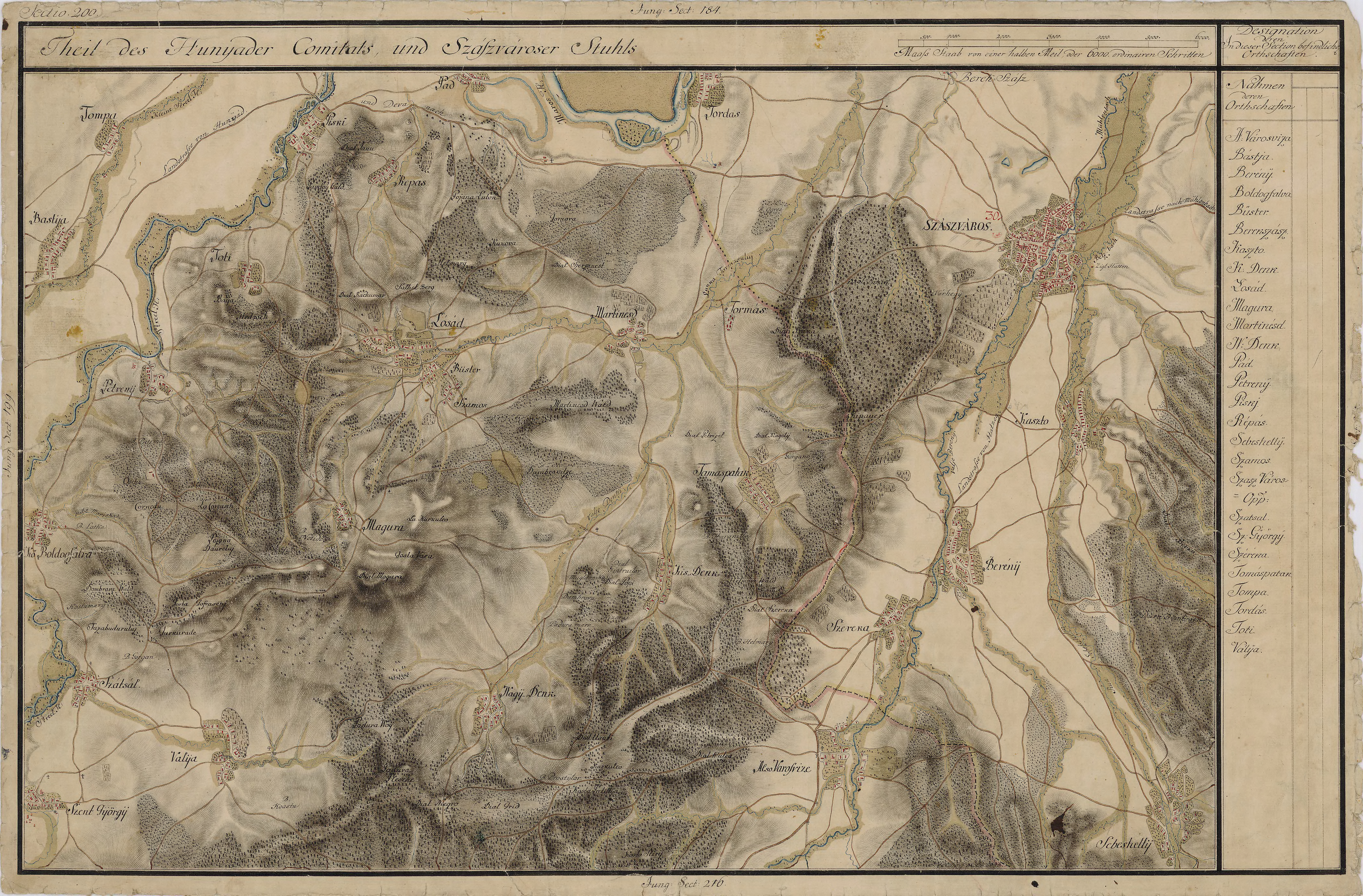
Râpaș în Harta Iosefină a Transilvaniei, 1769-1773